# 팔달철교
팔달철교(八達鐵橋)는 대한민국 대구광역시 서구 비산동과, 북구 팔달동을 연결하는 대구광역시의 다리이다. 정식 명칭은 '대구 도시철도 3호선의 교량' 금호강의 대표 교량이며, 야경이 아름다운 것으로 유명하다.

## 역사
팔달철교는 1986년 7월 13일에 준공되었다. 이후 1992년 8월 초순부터 9월 말까지 팔달교 이음장치 보수, 포장 덧씌우기, 차선 도색 작업 등 보수공사를 실시하였고, 2007년 10월 29일부터 12월 3일까지도 추가적인 보수공사를 진행하였다.
팔달철교는 국도 제25호선 칠곡중앙대로, 국도 제4호선, 국도 제5호선과 연결되며, 북쪽 하단에서는 경부고속도로와 교차하고 남쪽 하단으로는 신천대로가 연결되는 팔달교 지하차도가 있다. 팔달교 북쪽에는 대구북부화물터미널이 위치하고, 남쪽에는 대구염색일반산업단지와 대구제3일반산업단지가 있다.

## 현황
팔달철교의 교량은 총 길이 330.4m, 총 폭 35m, 유효 폭 27m, 높이 10m의 규모를 가지고 있고, 14개의 경간으로 이루어져 있으며 최대 경간장은 23.6m이고, 상부 구조 형식은 PSC I형, 하부 구조 형식은 라멘식이며, 평균 일 교통량은 15,251대이다.

## 야경
팔달철교는 대구 북구 8경 중 하나로, 아름다운 불빛을 자랑한다. 저녁이 되면 네온사인이 켜져 경부고속도로를 지나가면서도 그 아름다움을 감상할 수 있다. 팔달대교의 야경은 화려한 불빛으로 금호강을 수놓으며, 일몰과 일출의 경관과 어우러진다. 이곳은 특히 대구도시철도 3호선을 이용하는 관광객들에게 인기 있는 명소로, 팔달대교의 야경과 금호강의 일몰을 즐기기 위해 많은 사람들이 이곳을 찾는다.
주변에는 유채꽃과 코스모스 단지가 있는 금호강 하중도, 금호강 생태하천, 농산물도매시장 등 다양한 볼거리가 있다.